# NGC 3063
NGC 3063 је двојна звезда у сазвежђу Велики медвед која се налази на NGC листи објеката дубоког неба.
Деклинација објекта је + 72° 7' 4" а ректасцензија 10h 1m 41,6s. Привидна величина (магнитуда) објекта NGC 3063 износи 14,4.